# Folketingsvalget 4. juni 1866
Der afholdtes valg til Folketinget 4. juni 1866 i anledning af forslaget til ændring af Grundloven ("Den gennemsete Grundlov"). Der blev valgt 101 medlemmer til Folketinget.

## Resultat
| Parti                    | Stemmer i alt | Procent | Mandater | +/- |
| ------------------------ | ------------- | ------- | -------- | --- |
| Højre                    |               |         | 13       | +9  |
| Mellempartiet            |               |         | 10       | -10 |
| De Nationalliberale      |               |         | 20       | -   |
| Det Nationale Venstre    |               |         | 30       | +10 |
| Det Folkelige Venstre    |               |         | 13       | -4  |
| A.F. Tschernings Venstre |               |         | 15       | -   |
| Uden for gruppe          |               |         | 0        | -5  |
| Total                    |               |         | 101      |     |